# El Amiria
El Amiria (em árabe: العامرية), também conhecida como Ouled Djlilla, é uma comuna localizada na província de Oum El Bouaghi, Argélia. De acordo com o censo de 2008, a população total da cidade era de 10 416 habitantes.